# Waku Waku Sonic Patrol Car
Waku Waku Sonic Patrol Car fue el primer juego de Sonic the Hedgehog (personaje creado por Naoto Ōshima) en una máquina recreativa de arcade.
Apareció exclusivamente en Japón en el año 1991, pero se tienen registros de un ejemplar en español en Colombia, pero este fue descontinuado en 2019.

## Descripción
Es una máquina recreativa con forma de auto de policía, recomendada para niños pequeños. 
Se maneja a Sonic por medio de un volante, una palanca y un botón, los únicos movimientos son hacia los lados y saltar para golpear al Dr. Robotnik en el jefe.

## Historia
El oficial Sonic sale de la comisaría a patrullar en su coche policial. En eso, aparece el Dr. Robotnik a causar problemas, expulsando autos de la carretera. Sonic debe ir en su búsqueda para derrotarlo.
- Datos: Q3076551